# قطعنامه ۸۷۱ شورای امنیت
قطعنامه ۸۷۱ شورای امنیت سازمان ملل متحد که در تاریخ ۰۴ اکتبر ۱۹۹۳ تصویب شد، سندی بین‌المللی دربارهٔ یوگسلاوی سابق است. این قطعنامه طی نشست ۳۲۸۶ام با ۱۵ رای موافق، ۰ مخالف و ۰ ممتنع تصویب شد.